# Distretto di Neno
Neno è un distretto situato nella Regione Meridionale del Malawi. Il distretto ha circa 80.000 abitanti. Il distretto Neno, fino al 2003, faceva parte del distretto di Mwanza, ma in quell'anno il distretto fu tagliato in due parti dando origine al distretto di Neno.